# Félix Brissot de Warville

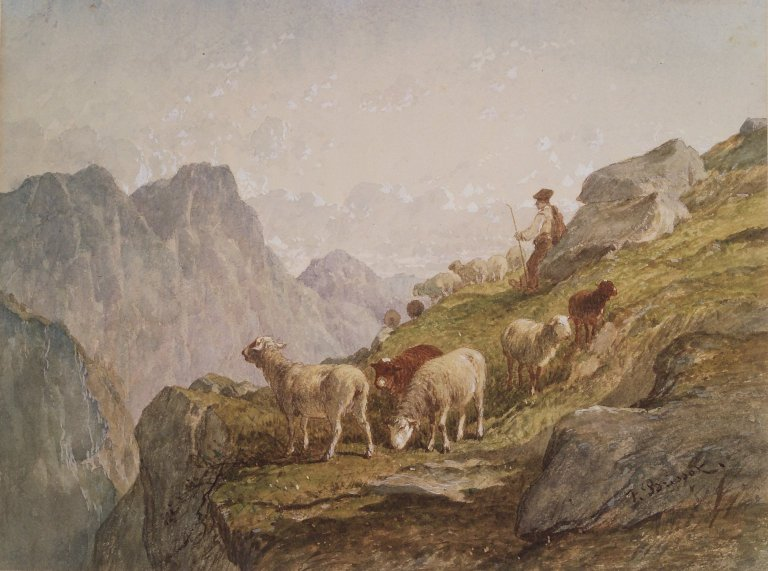
Un gregge in montagna

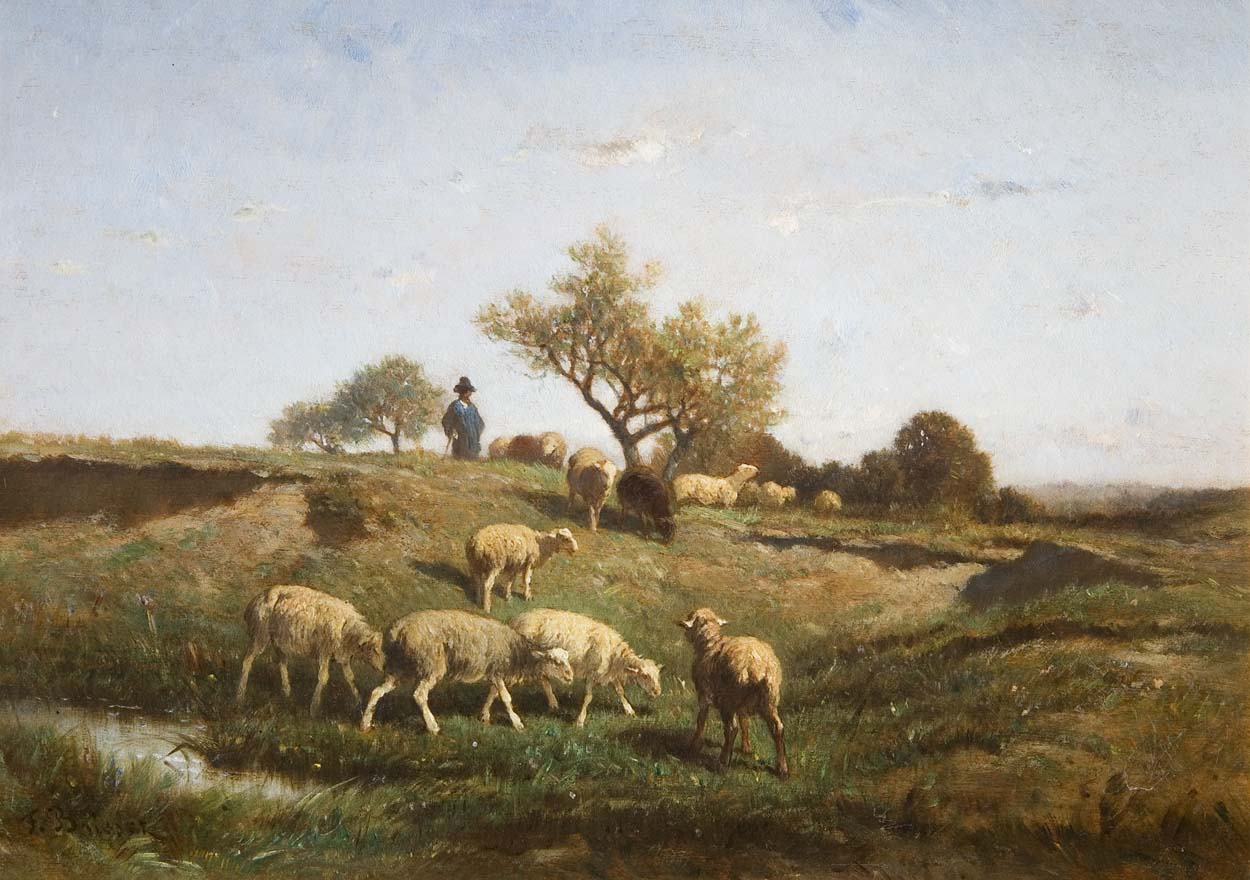
Il pastore e il suo gregge

Félix Saturnin Brissot de Warville (Véron, 7 maggio 1818 – Versailles, 26 giugno 1892) è stato un pittore francese.

## Biografia
Félix Brissot de Warville, nipote di Jacques Pierre Brissot, fu allievo di Léon Cogniet. 
Fu un pittore paesaggista che predilesse le scene campestri e, in particolare, i pastori e le greggi. Dipinse così i paesaggi di diverse province francesi: Normandia, Pirenei, Île-de-France, etc. 

Durante il Secondo Impero esercitò anche le funzioni di Responsabile del Castello di Compiègne.

Warville morì nel 1892.

Suo allievo è stato Adolphe Martial-Potémont.

## Principali opere repertoriate
- Pecore nutrite in stalla, Museo di Belle arti,  Boston.
- Gregge di pecore in montagna,  Brooklyn Museum, New York.
- I dintorni di Granville,  Museo di Belle arti,  Marsiglia.
- Pascolo in Normandia e Il ritorno del gregge, Museo di Belle arti, Troyes.
- Gregge di pecore nell'ovile,  Museo Lambinet,  Versailles.
- Vista del castello di Dieppe,  Museo del Castello di Dieppe.
- Boschi e praterie,  Museo del Vecchio Castello di Laval.
- Pecore,  Museo municipale Frédéric Blandin,  Nevers.
- Paesaggio animato, con alberi e corso d'acqua, Museo Correale di Terranova  Sorrento.
- Quattro disegni di Pecore, Museo nazionale dei Castelli di Malmaison e di Bois-Préau.